# Monaca
Monaca é um distrito localizado no estado norte-americano de Pensilvânia, no Condado de Beaver.

## Demografia
Segundo o censo norte-americano de 2000, a sua população era de 6286 habitantes.
Em 2006, foi estimada uma população de 5886, um decréscimo de 400 (-6.4%).

## Geografia
De acordo com o United States Census Bureau tem uma área de
6,5 km², dos quais 5,4 km² cobertos por terra e 1,1 km² cobertos por água.

## Localidades na vizinhança
O diagrama seguinte representa as localidades num raio de 4 km ao redor de Monaca.